# Симонид
Симони́д Ке́осский (др.-греч. Σῐμωνίδης ὁ Κεῖος, также Симонид Младший, сын Леопрепа; ок. 557/556 до н. э., о-в Кеос — ок. 468/467 до н. э., Акрагант) — один из самых значительных лирических поэтов Древней Греции. Был включен в канонический список Девяти лириков учёными эллинистической Александрии. Дядя также входящего в список Девяти лириков поэта Вакхилида.

## Жизнь
Симонид родился в городе Иулида на острове Кеос. Стихи и музыку изучал с детства. Возглавляя хор при храме Аполлона в г. Каррее, сочинял гимны для делий (праздников в честь Аполлона). Посчитав родной город малоперспективным для применения и развития своих способностей, переехал в Афины, где в большом почёте жил при дворе тирана Гиппарха, покровительствовавшего литературе (и где к Симониду позже присоединился Анакреонт). После убийства Гиппарха (514 до н. э.), удалился в Фессалию, где пользовался защитой и покровительством Скопадов и Алевадов (знаменитых фессалийских династий). После битвы при Марафоне вернулся в Афины, откуда вскоре уехал в Сицилию по приглашению Гиерона I, тирана Сиракуз, при дворе которого провёл остаток жизни. Был близким другом Фемистокла и Павсания Спартанского. Погиб ок. 468 до н. э.; причина смерти неизвестна.
Долгое время руководил киклическими хорами и сочинял дифирамбические гимны для дионисовых празднеств. Как хоровой лирик, среди современников пользовался большей славой, чем Пиндар. Его элегия в честь павших на марафонском поле была признана лучшей, чем все, сложенные его соперниками (среди которых был Эсхил). По словам самого поэта, на поэтических состязаниях ему было присуждено 56 быков и столько же треножников, а такие награды присуждались только в особенно торжественных случаях.
Общегреческое признание Симонид получил после греко-персидских войн, когда воспел знаменитые битвы при Марафоне, Саламине и Артемисии. Известна эпитафия воинам, павшим в фермопильском сражении (хотя принадлежность её Симониду оспаривается). Стихи Симонида об освободительной войне с персами дали мощный импульс национальному патриотизму. Популярность Симонида была настолько велика, что выражалась в реальном политическом влиянии. Коринфяне якобы добивались его беспристрастного свидетельства об их действиях во время персидской войны; сообщается, что позже Симонид примирил Гиерона I и Ферона (прибегавших к его посредничеству в своих конфликтах) накануне едва не состоявшейся битвы.
Как учёный, Симонид считался основателем мнемоники и преобразователем греческого алфавита. Ему приписывалось введение двойных согласных ξ и ψ и различие долгих гласных (ε/η, ο/ω) на письме. (Новые правила были приняты в ионийский алфавит и получили всеобщее распространение в архонтство Евклидов, после 403 до н. э.)
Как сообщает Цицерон, однажды патрон Симонида Скопас упрекнул поэта в том, что в хвалебной оде, посвящённой победе Скопаса в гонках колесниц, Симонид уделил слишком много места Кастору и Поллуксу, и слишком мало самому победителю. Скопас отказался оплатить оду в полном размере, предложив Симониду обратиться за вознаграждением к этим божествам. Вскоре затем Симониду передали, что с ним хотели бы поговорить двое молодых людей. Когда Симонид покинул пиршество, крыша зала упала и раздавила Скопаса и его гостей. Симонида вызвали на раскопки завала и попросили распознать погибших. Поэту удалось это сделать, сопоставляя личность погибшего с местом, которое тот занимал за столом. Поблагодарив Кастора и Поллукса за такую оплату хвалебной оды, Симонид использовал этот опыт в разработке «театра памяти», т. н. метода локусов (мест), системы организации памяти, которая широко использовалась в устной общественной практике до эпохи Возрождения.

## Творчество
Симонид писал гимны, гипорхемы, дифирамбы, парфении, элегии, эпиграммы (эпитафии), эпиникии, френы. В целом виде до наших дней дошло только три короткие элегии (одна из которых, по-видимому, на самом деле принадлежит Семониду Аморгскому), несколько эпиграмм, несколько эпитафий (в том числе эпитафия на смерть Анакреонта), ок. 90 фрагментов монодической и хоровой лирики. В 1992 г. были опубликованы новые фрагменты папирусов с текстами элегий Симонида. (Среди них наиболее интересен большой отрывок о битве при Платеях, в котором подчеркивается решающая роль спартанцев.) Сохранившиеся тексты отличаются глубоким и просветленным пафосом, силой, возвышенностью, простотой.
Симонид придал окончательную обработку эпиникиям, соединяя рассказ о самих играх с морализирующими и философскими размышлениями.
Эпитафия Архедике

В этой могиле лежит Архедика, дочь Гиппия — мужа,

Превосходившего всех в Греции властью своей.

Муж и отец её были тираны, и братья, и дети,

Но никогда у неё не было спеси в душе.

Из Фермопильских надписей

Путник, пойди возвести нашим гражданам в Лакедемоне,

Что, их заветы блюдя, здесь мы костьми полегли.

Симонид обработал жанр эпиграммы — вид стихотворений, который у греков первоначально был простой надгробной надписью, обычно в форме элегического двустишия. (Сатирический характер из всех эпиграмм Симонида имеет только одна, обращенная к поэту Тимокреонту.) Эпитафии, предназначавшиеся для публичных и частных захоронений, отличаются теплотой чувства и некоторой эпичностью. Среди таких выделяется известная эпитафия Архедике, дочери Гиппия Писистратида.
Элегии отличаются не только изящными образами, но глубиной мысли и характерным оттенком грусти, который проходит через многие стихотворения Симонида. Едва ли не самый знаменитый отрывок элегической поэзии Симонида — о героях Марафона и битве при Фермопилах.
Сохранившиеся лирические фрагменты значительно варьируются по характеру. Здесь есть обращение к Артемисию (с которым Симонид одержал победу над Эсхилом в одном из поэтических соревнований), восславляющее павших при Фермопилах; отрывок из оды в честь Скопаса (который комментируется у Платона в Протагоре, 339 b); отрывки из традиционных гимнов, гипорхем, эпиникиев и др.
Высоко ценились его френы (плачи), которые отличает спокойный величественный пафос в выражении горя. Возможно, частью френа была знаменитая песнь Данаи, заключенной отцом Акрисием в ящик вместе с её сыном от Зевса, Персеем.
Как отмечает Н. О. Харламова, лейтмотивом во френах Симонида проходит мысль о превратностях человеческой жизни, о страданиях, которые являются общим уделом всех — не только людей, но и богов; Симонид настолько выразительно мог показать остроту постигшего человека горя, что выражение «симонидовы слёзы» стало поговоркой.
Симонид добивался многочисленных успехов в дифирамбических соревнованиях; ему приписывалось до 57 побед. Он выиграл конкурс на составление элегических стихов в память павших при Марафоне, одержав победу в том числе над Эсхилом. Традиция приписывает Симониду (и его племяннику Вакхилиду) постоянное соперничество с Пиндаром.
Симонид славился также своими мудрыми и остроумными изречениями. Наиболее известно его высказывание: «Поэзия — это поющая живопись, так же как живопись — молчащая поэзия». Это замечание Гораций перефразирует в своём «Искусстве поэзии» (ut pictura poesis, поэзия — как живопись); с этого замечания Лессинг начинает свой «Лаокоон». Симонид разбирает и оценивает крылатые изречения древних мудрецов, иногда воспроизводя их в более красивой форме (например, знаменитые стихи Гесиода об «узкой тропе, ведущей к добродетели»).

## Этика
Симонид повлиял на концепцию и практику поэтической деятельности, утверждая, что покровитель, заказавший поэту стихотворение, должен обеспечить достойное вознаграждение. Считался первым поэтом, писавшим за вознаграждение; за свои произведения получал значительные суммы.
Супруге Гиерона, на вопрос кем лучше родиться, гением или богатым, Симонид ответил: «Богатым, ибо у ворот богатого всегда можно найти и гения». Когда кто-то попросил его написать хвалебную оду в обмен на искреннюю благодарность, Симонид ответил, что «держит два сундука, один для благодарностей, другой для денег; когда он открывает их, то в первом никогда ничего нет, а второй — полон». Таким образом, Симонида можно считать первым поэтом-профессионалом, который превратил поэзию в источник дохода. (Позднейшие авторы, начиная с Аристофана, в связи с такой политикой обвиняли его в алчности.) В этом отношении Симонида можно рассматривать как предшественника софистов V в. до н. э.
Соперничая с Пиндаром, Симонид полемизирует во взглядах на ценности аристократической этики, которая являлась основой мировоззрения Пиндара (наиболее четко позиция Симонида проявляется в энкомии к Скопасу). Симониду ближе этическая концепция нового торгового класса; он прагматичен, реалистичен и склонен к релятивизму; он осознает несовершенство человеческих достижений.
Крепкозданный ковчег по мятежным валам ветер кидал,

Бушевала пучина.

В тёмном ковчеге лила, трепеща, Даная слёзы.

Сына руками обвив, говорила: «Сын мой, бедный сын!

Сладко ты спишь, младенец невинный,

И не знаешь, что я терплю в медных заклепах

Тесного гроба, в могильной

Мгле беспросветной! Спишь и не слышишь, дитя, во сне,

Как воет ветер, как над нами хлещет влага,

Перекатывая грузными громадами валы, вторя громам;

Ты ж над пурпурной тканью

Милое личико поднял и спишь, не зная страха.

Если б ужас мог ужаснуть тебя,

Нежным ушком внял бы ты шёпоту уст родимых.

Спи, дитя! Дитятко, спи! Утихни, море!

Буйный вал, утомись, усни!

И пусть от тебя, о Зевс-отец, придёт избавленье нам.

Преклонись! Если ж дерзка мольба,

Ради сына, вышний отец, помилуй мать!»

(Пер. В. И. Иванов)
Симонид не требует высокой и непреклонной добродетели. «Трудно стать человеком, который хорош, безупречен как квадрат, и рукой, и ногой, и мыслью. Кто плох, но не безнравствен, кому не чужда справедливость, кто благодетельствует городам — тот хорош; я не найду в нём вины, ибо гонка дураков бесконечна… Я хвалю и люблю всех, кто не грешит добровольно; без необходимости не нападают даже боги» [Фр. 5, Bergk]; «добродетель находится на высокой и трудной горе» [Фр. 58]; «будем искать удовольствия, ибо все вещи нисходят к Харибде, что добродетели, что богатство» [Фр. 38].
При этом Симонид не является гедонистом; его нравственность, не менее чем его искусство, пронизана добродетелью, которой был прославлен его родной Кеос — сдержанностью и смирением. Отсюда этике Симонида присущ смиренный фатализм, созерцание бед и слабостей человечества и неисповедимых путей высших сил; но в этом фатализме нет ничего мрачного, общий тон искусства Симонида высоко позитивен. Едва ли не самый знаменитый текст Симонида, иллюстрирующий его концепцию, — фрагмент плача, в которой Даная, плывя с младенцем Персеем по ночному бурному морю, находит покой в мирном сне своего ребёнка.